# 후안 이그나시오 오테로
후안 이그나시오 오테로 코우세이로(스페인어: Juan Ignacio Otero Couceiro; 1929년 6월 1일, 갈리시아 주 라 코루냐 ~ 2019년 7월 27일, 갈리시아 주 라 코루냐)는 줄여서 오테로(스페인어: Otero)로 알려진 스페인의 축구 선수로, 현역 시절 골키퍼로 활약했다. 그는 베티스, 그라나다, 그리고 데포르티보에서 현역 시절을 보냈고, 1954년에는 트로페오 리카르도 사모라의 주인공이 되었다.

## 경력
오테로는 라 코루냐의 에르쿨레스에서 유년 시절을 보냈다. 그는 축구 외에도 수영과 다이빙에도 두각을 나타냈는데, 1949년에는 100미터 배영 영역에서 스페인 수영 선수권 대회에서 준우승을, 갈리시아 선수권 대회에서 우승을 차지했다.
축구계에서, 그는 라 코루냐의 중소 구단에서 유소년 축구에 몸담았는데, 모넬로스 고등학교를 비롯한 곳에서 활약하다가 17세의 나이로 데포르티보에 합류했다. 그는 후베닐 데포르티비스타 소속으로 6년을 활약했다.
1952-53 시즌, 그는 1군으로 올라갔고, 이후 1952년 9월 14일에 바르셀로나와의 경기에서 라 리가 신고식을 치렀다. 구단주가 교체된 후, 그는 구단의 간판 수장 후안 아쿠냐를 대신해 1954년부터 구단의 대표 수문장이 되었다. 공교롭게도, 오테로는 최소 실점을 기록해 트로페오 리카르도 사모라의 주인공이 되었다. 이듬해, 라 코루냐 연고 구단은 트로페오 테레사 에레라에서 구단 사상 첫 우승을 거두었다.
그는 1957년에 소속 구단 데포르티보가 강등되는 아픔을 겪기도 했다. 파랑 하양 군단 소속으로 2부 리그에서 1958-59 시즌의 1년을 보낸 후, 그는 베티스로 이적하여 1부 리그에서 4년을 더 보냈다. 그 후, 그는 2부 리그의 그라나다로 이적하였다. 그는 1966년까지 그라나다 선수로 활약했는데, 그의 마지막 현역 시즌에 소속 구단이 1부 리그로 승격되었다. 구단 수뇌부와의 불화로 그는 재계약을 거절하였는데도 구단이 오테로의 소유권을 주장하자, 그는 37세에 장갑을 벗었다.
은퇴 후, 그는 라 코루냐로 복귀해 대리석 작업장을 개업해 개인 사업을 시작했다. 그 와중에도, 그는 축구 활동을 계속 이어나갔는데, 데포르티보와 오리야마르의 골키퍼 코치를 맡기도 했다.

## 수상

### 클럽
데포르티보
- 트로페오 테레사 에레라: 1955

### 개인
- 트로페오 리카르도 사모라: 1953-54